# Sherlock Holmes
 For alternative betydninger, se Sherlock Holmes (flertydig). (Se også artikler, som begynder med Sherlock Holmes)
Sherlock Holmes er en fiktiv privatdetektiv skabt af den skotske forfatter Sir Arthur Conan Doyle. Holmes omtaler sig selv som "konsulterende detektiv" i historierne, og han er kendt for sin evner inden for observation, deduktion, retsvidenskab og logisk ræsonnement der grænser til det fantastiske, som han bruger, når han undersøger sager for et bredt udvalg af klienter, inklusive Scotland Yard.
Holmes optrådte førstegang på skrift i Et studie i rødt fra 1887. Karakteren blev hurtigt populær med en serie af korte historie i The Strand Magazine, startende med "En skandale i Bøhmen" i 1891; og yderligere fortællinger blev skrevet indtil 1927, der sammenlagt blev til fire romaner og 56 korthistorie. Alle historier, på nær én, foregår i victoriatiden eller den edwardianske periode mellem omkring 1880 og 1914. De fleste bliver fortalt af Holmes ven og biografforfatter Dr. John H. Watson, der normalt hjælper Holmes under hans undersøgelse, og ofte bor sammen med ham på 221B Baker Street, London, hvor mange af historierne begynder.
Selvom han ikke er den første fiktive detektiv, så er Sherlock Holmes sandsynligvis den bedst kendte. Allerede i 1990'erne var der over 25.000 forskellige sceneproduktioner, film, fjernsynsproduktioner og lignende udgivelser med detektiven, og Guinness rekordbog lister ham som den oftest portrætterede menneskelige karakter i film- og tv-historien. Holmes' popularitet og berømmelse er så stor, at mange har troet at han ikke var en fiktiv karakter, men et virkeligt individ; utallige litterære og fan-grupper er blevet grundlagt på baggrund af denne forestilling. Ivrige læsere af Holmes-historierne har hjulpet med at skabe en moderne udøvelse af fandom. Karakteren og historierne har haft en dybdegående og langvarig effekt på mysterielitteratur og populærkultur som helhed, i form af både de oprindelige fortællinger og tusindvis af værker skrevet af andre end Conan Doyle der er brugt til teaterstykker, hørespil, fjernsyn, film, computerspil og mange andre medier i over 100 år.
Han er kendt for at gå med deerstalker-hat, invernesskappe og ryge pibe. Forstørrelsesglas er en anden attribut, som ofte associeres med ham. En af hans mest kendte catchphraser "Elementært min kære Watson".

## Inspiration
Edgar Allan Poes C. Auguste Dupin bliver generelt betragtet som den første detektiv i fiktion, og den tejnte som prototypen til mange senere karakterer inklusive Holmes. Conan Doyle skrev, "Alle [Poes detektivhistorier] er en rod, hvorfra hele litteraturen har udviklet sig... Hvor var detektivhistorien henne indtil Poe pustede liv i den?" Ligeledes var Émile Gaboriaus historier om Monsieur Lecoq ekstremt populære på det tidspunkt, hvor Conan Doyle begyndte at skrive om Holmes, og Holmes' tale og adfærd ligner nogle gange Lecoqs. Doyle lader sin hovedpersoner til at diskutere disse litterære forfædre i begyndelsen af Et Studie i Rødt, der foregår kort efter Watson bliver introduceret for Holmes første gange. Watson forsøger at komplimentere Holmes ved at sammenligne ham med Dupin, hvortil Holmes svarer, at han fandt at Dupin var "en meget underlegen fyr" og Lecoq var "en elendige klynker".
Conan Doyle sagde gentagne gange, at Holmes var inspireret af den virkelige person Joseph Bell, der var kirurg på Royal Infirmary of Edinburgh, som Conan Doyle mødte i 1877, og som han havde arbejdet samen med. Ligesom Holmes var Bell kendt for at kunne drage brede konklusioner på baggrund af ubetydelige observationer. Han skrev senere til Conan Doyle: "Du er selv Sherlock Holmes og du ved det godt". Sir Henry Littlejohn, formand for Medical Jurisprudence ved University of Edinburgh Medical School, er også blevet citeret for at være inspiration til Holmes. Littlejohn, der også var politikirurg og medicinsk betjent i Edinburgh, gav Conan Doyle ideen mellem linket mellem medicinske undersøgelser og efterforskning af forbrydelser.
Fornavnet "Sherlock" var afledt af en cricketspillers navn. Tidligere notater viser, at Conan Doyle en overgang tænkte på at kalde detektiven Sherrinford Holmes. Efternavnet kom fra Oliver Wendell Holmes, en amerikansk læge og digter, som Conan Doyle beundrede. Dr. John H. Watson baseret på en ven og kollega til Conan Doyle, dr. James Watson fra Southsea. Da forfatteren Rudyard Kipling lykønskede Conan Doyle med succesen, spurgte han: "Kan dette være min gamle ven, dr. Joe?".

## Konsulterende detektiv
Sherlock Holmes er hovedperson i mere end 60 historier, hvoraf fire er romaner.
Holmes er den deduktive opdager; han angriber enhver kriminalgåde som et videnskabeligt problem. Han finder sammenhænge og spor i dagligdags genstande, som andre synes at overse. Sherlock Holmes beskriver sig selv som en "konsulterende detektiv". Det betyder, at han konsulteres i sager, der har vist sig at være for vanskelige for andre efterforskere.

## Ungdom og uddannelse
Sherlock Holmes blev født i begyndelsen af 1854 angiveligt som anden søn af aristokratiske godsejere. Indtil han fyldte 20 år, blev han undervist hjemme, hvorefter han vistnok studerede på universiteterne i Oxford og/eller Cambridge, hvor han læste løst og fast uden at afslutte en uddannelse og spredte medicinske universitetsstudier.
Hans vej i livet blev påvirket af og fastlagt i 1874 efter udsagnet fra gamle Trevor i Gloria Scott:

 Jeg ved ikke, hvordan De gør det Hr. Holmes, men det virker til, at alle detektiver og opdagere er som børn i forhold til Dem. Dette er deres mission, Sir, og De kan stole på mit ord som en mand, der kender noget til verden.

Sherlock fortsatte sin videre uddannelse som detektiv med en række meget forskellige relevante kurser og studier. Han boede i Montague Street 1876 bekvemt tæt på British Museum indtil 1881, hvor han indrettede sin praksis som privatdetektiv i Baker Street med dr. Watson. Kurserne var i kemi (St. Bart's) og medicin og kriminalistik i det omfang, de eksisterede, før Sherlock udviklede dem.
Sherlock trak sig i 1903 tilbage til Sussex, hvor han tilbragte sin alderdom med at studere bier, flittige som ham selv, og skabte innovative teknikker som mærkning af bier for individuelle studier i bisamfundet. Sherlocks dødsår er aldrig blevet fastslået.

## Dr. Watson
Med i næsten alle historierne om Sherlock Holmes er hans trofaste ven, dr. John Watson, som ofte har sine egne, skønt ikke altid helt gode teorier om de mysterier, de undersøger. Watson er altid fuld af beundring, når Holmes endelig afslører tingenes rette sammenhæng. I historierne er det dr. Watson, som er fortælleren. De fleste historier bliver fortalt som rapporter noteret af Watson om Holmes' løsninger af forbrydelser. I nogle senere historier bliver Watson kritiseret af Holmes, fordi han fortæller dem som spændende historier og undlader at være detaljeret og objektiv.
Forholdet mellem Holmes og Watson er en kriminalteknisk variant, som er meget udbredt. Den norske Sherlock Holmes-ekspert Nils Nordberg har nævnt, at det egentlig bare er Watson, som minder om et levende menneske. Holmes er bare en samling egenskaber: "det geniale var ikke at Conan Doyle opfandt Holmes, men at han opfandt Watson. Holmes alene ville virke irriterende med sin alvidenhed, sin intellektuelle kapacitet som så langt overgår ens egen, og sin ikke altid sympatiske karakter."

## Udødelig
I samtiden var fortællingerne om Sherlock Holmes så populære, at mange opfattede ham som en levende person. Sherlock Holmes gjorde sin adresse Baker Street 221 B lige så udødelig som ham selv. Selv om adressen også var fiktiv, er den på grund af bøgernes popularitet blevet oprettet, og Baker Street er en af de mest kendte gader i verden og er et populært turistmål. I 1990 åbnede Sherlock Holmes Museum i Baker Street i en bygning fra 1815. Over døren står adressen, "221B".
Der er talrige foreninger, hvis formål er studier af Sherlock Holmes og hans skaber. Fans foretager stadig pilgrimsfærd til vandfaldet Reichenbachfall ved Meiringen i Schweiz, hvor Holmes mødte sin skæbne sammen med ærkefjenden professor Moriarty. Pres fra publikum gjorde imidlertid, at Conan Doyle lod Sherlock Holmes genopstå fra de døde få år senere.
De lærde strides om, hvorvidt Holmes læste ved universitet i Oxford eller Cambridge. Den nyeste forskning udelukker ikke, at han studerede begge steder.
Holmes har en ældre bror, Mycroft Holmes, som optræder i tre noveller; "The Greek Interpreter" ("Den græske tolk"), "The Final Problem" ("Det endelige problem") og "The Bruce-Partington Plans" ("Bruce-Partington-planerne"), men han er også omtalt i andre noveller.
Den betydeligste "biografi" om Holmes er Sherlock Holmes of Baker Street skrevet af William Stuart Baring-Gould. Eftersom Holmes er reserveret om sin familiebaggrund og tidlige liv, har Baring-Gould skaffet ham en forhistorie. Ifølge Baring-Gould blev Sherlock Holmes født i Yorkshire som den yngste af tre sønner af ægteparret Siger Holmes og Violet Sherrinford, men det er selvsagt spekulation. Tilhængere af sådanne fantasier ser Holmes og Watson som virkelige mennesker, og Arthur Conan Doyle har ganske enkelt bare været den litterære stråmand for den egentlige forfatter, dr. Watson.
I 2002 blev Sherlock Holmes valgt som æresmedlem af Royal Society of Chemistry som en anerkendelse af hans bidrag til teknisk efterforskning.
Sherlock Holmes er udnævnt til æresborger i Meiringen.

## Holmes på tryk
Conan Doyle skrev fire romaner og 56 noveller om Sherlock Holmes. Næsten alle historierne har dr. Watson som fortæller. Undtagelserne er to, der fortælles af Holmes selv, samt to som fortælles af en tredje person. De første historier blev udgivet som føljetoner i tidsskrifter, særligt Strand Magazine, i løbet af 40 år. Det var en almindelig udgivelsesform; Charles Dickens skrev på samme måde. Historierne om Holmes blev udgivet fra 1878 til 1903, foruden en allersidste kriminalsag i 1914.
Også senere forfattere har skrevet Sherlock Holmes-historier, eksempelvis Colin Dexter, Umberto Eco og Arthur Conan Doyles yngste søn Adrian Conan Doyle i samarbejde med John Dickson Carr.

## Filmatiseringer
Sherlock Holmes er en af de hyppigst filmatiserede med over 200 film. 79 forskellige skuespillere har prøvet kræfter med den berømte detektiv, deriblandt danske Viggo Larsen, som var med i seks film og opnåede international berømmelse for sin rolle. Den allerførste kendte film på knap ét minut med Holmes er Sherlock Holmes Baffled fra 1900, indspillet af American Edison Company. Mange tilsvarende film blev produceret i begyndelsen af det 20. århundrede, i de første år blandt andre tretten film af Nordisk Film i årene 1908 til 1911.
Den måske mest berømte historie, The Hound of the Baskervilles (Baskervilles Hund) fra 1902, er filmatiseret utallige gange og regnes for en af de bedste kriminalromaner nogensinde. En tysk filmversion, Der Hund von Baskerville (1937), var den ene af to film, de allierede fandt i Hitlers Førerbunker i 1945. Den anden var også om Sherlock Holmes, Der Mann, der Sherlock Holmes war (1937).
Komediefilmen Without a Clue fra 1988 med Ben Kingsley i rollen som Watson gør Watson til geniet i duoen. Holmes er bare en fiktiv person, opdigtet for at skjule kampen mod kriminalitet. Krav fra publikum tvinger Watson til hyre en håbløs skuespiller, alkoholiseret og skørtejæger, spillet af Michael Caine, til at give sig ud for Holmes.
Den skuespiller, der formodes at have fået størst publikumssucces som Sherlock Holmes, er Jeremy Brett gennem tv-serien The Adventures of Sherlock Holmes (1984-94).
25. december 2009 blev spillefilmen med Sherlock Holmes instrueret af Guy Ritchie frigivet. Hovedrollen som Sherlock Holmes spilles af Robert Downey Jr, mens dr. Watson spilles af Jude Law. 25. december 2011 fik opfølgeren, Sherlock Holmes 2: Skyggespillet, premiere i Danmark.
BBC udsendte i første halvdel af tierne tv-serien Sherlock med Benedict Cumberbatch som Sherlock Holmes og Martin Freeman (kendt som Bilbo Sækker i Hobbitten-trilogien) som dr. Watson. Handlingen i tv-serien følger bøgerne, men i en moderniseret version som foregår i det 21. århundrede. Der gøres dermed også brug af sms'er, internet, fjernsyn osv.

## Sherlock Holmes-historier

### Romaner
- En Studie I Rødt (1887) (eng. - A Study in Scarlet) ISBN 87-7443-281-8
- De Fires Tegn (1890) (eng. - The Sign of the Four) ISBN 87-7443-275-3
- Baskervilles Hund (1901) (eng. - The Hound of the Baskervilles) ISBN 87-7443-271-0
- Frygtens Dal (1914) (eng. - The Valley of Fear) ISBN 87-566-0512-9

### Noveller

#### The Adventures of Sherlock Holmes
- "En Skandale i Bøhmen" (også kendt som: "Irene Adler") (1891) (eng. - A Scandal in Bohemia)
- "De Rødhåredes Forening" (1891) (eng. - The Adventure of the Red-Headed League)
- "Den Forsvundne Brudgom" (nyere titel: "Et forsvindingsnummer") (1891) (eng. - A Case of Identity)
- "Mysteriet i Boscombedalen" (1891) (eng. - The Boscombe Valley Mystery)
- "De Fem Appelsinkerner" (1891) (eng. - The Five Orange Pips)
- "Manden Med Hareskåret" (nyere titel: "Tiggeren med det Vansirede Ansigt") (1891) (eng. - The Man with the Twisted Lip)
- "Den Blå Karfunkel" (1892) (eng. - The Adventure of the Blue Carbuncle)
- "Det Plettede Bånd" (nyere titel: "Det Brogede Bånd") (1892) (eng. - The Adventure of the Speckled Band)
- "Ingeniørens Tommelfinger" (1892) (eng. - The Adventure of the Engineer's Thumb)
- "Den Adelige Ungkarl" (nyere titel: "Den Forsvundne Brud") (1892) (eng. - The Adventure of the Noble Bachelor)
- "Berylkronen" (nyere titel: "Beryldiademet/Smaragddiademet") (1892) (eng. - The Adventure of the Beryl Coronet)
- "Blodbøgene" (også kendt som: "Rødbøgene") (1892) (eng. - The Adventure of the Copper Beeches)

#### Memoirs of Sherlock Holmes
- "Silver Blaze" (1892) (eng. - Silver Blaze)
- "Papæsken" (1893) (eng. - The Adventure of the Cardboard Box)
- "Det gule Ansigt" (1893) (eng. - The Adventure of the Yellow Face)
- "Børsmæglerens kontorist" (1893) (eng. - The Adventure of the Cardboard Box)
- "Gloria Scott" (1893) (eng. - The Adventure of the Gloria Scott)
- "Musgrave-Ritualet" (1893) (eng. - The Adventure of the Musgrave Ritual)
- "Mordet i Reigate" (nyere titel: "Reigate Herrerne/Sherlock Holmes på Rekreationsophold") (1893) (eng. - The Adventure of the Reigate Squire)
- "Den krogede Mand" (1893) (eng. - The Adventure of the Crooked Man)
- "Den fastboende Patient" (1893) (eng. - The Adventure of the Resident Patient)
- "Den Græske Tolk" (1893) (eng. - The Adventure of the Greek Interpreter)
- "Flådetraktaten" (også kendt som: "Marinetraktaten") (1893) (eng. - The Adventure of the Naval Treaty)
- "Det afsluttende Problem" (1893) (eng. - The Final Problem)

#### The Return of Sherlock Holmes
- "Det Tomme Hus" (1903) (eng. - The Adventure of the Empty House)
- "Bygmesteren Fra Norwood" (1903) (eng. - The Adventure of the Norwood Builder)
- "De Dansende Mænd" (1903) (eng. - The Adventure of the Dancing Men)
- "Den Ensomme Cyklist" (1904) (eng. - The Adventure of the Solitary Cyclist)
- "Priorskolen" (også kendt som: "Prioratskolen") (1904) (eng. - The Adventure of the Priory School)
- "Black Peter" (også kendt som: "Sorte Peter") (1904) (eng. - The Adventure of Black Peter)
- "Charles August Milverton" (1904) (eng. - The Adventure of Charles Augustus Milverton)
- "De Seks Napoleon-Buster" (1904) (eng. - The Adventure of the Six Napoleons)
- "De Tre Studenter" (1904) (eng. - The Adventure of the Three Students)
- "Guldlorgnetterne" (1904) (eng. - The Adventure of the Golden Pince-Nez)
- "Den Forsvundne Fodboldspiller" (også kendt som: "Den Forsvundne Rugbyspiller") (1904) (eng. - The Adventure of the Missing Three-Quarter)
- "Abbey Grange" (1904) (eng. - The Adventure of the Abbey Grange)
- "Den Anden Plet" (1904) (eng. - The Adventure of the Second Stain)

#### His Last Bow
- "Wisteria Lodge" (1908) (eng. - The Adventure of Wisteria Lodge)
- "Den Røde Cirkel" (1911) (eng. - The Adventure of the Red Circle)
- "Bruce-Partington Planerne" (1912) (eng. - The Adventure of the Bruce-Partington Plans)
- "Sherlock Holmes På Dødslejet" (1913) (eng. - The Adventure of the Dying Detective)
- "Den Forsvundne Lady" (1911) (eng. - The Disappearance of Lady Frances Carfax)
- "Djævelens Fod" (1910) (eng. - The Adventure of the Devil's Foot)
- "Spioncentralen" (1917) (eng. - His Last Bow)

#### The Case-Book of Sherlock Holmes
- "Den Gule Diamant" (1921) (eng. - The Adventure of the Mazarin Stone)
- "Thor Broen" (1922) (eng. - The Problem of Thor Bridge)
- "Den Krybende Mand" (1923) (eng. - The Adventure of the Creeping Man)
- "Vampyren fra Sussex" (1924) (eng. - The Adventure of the Sussex Vampire)
- "De Tre Garideb'er" (1924) (eng. - The Adventure of the Three Garridebs)
- "Den Fornemme Klient" (1925) (eng. - The Adventure of the Illustrious Client)
- "De Tre Gavle" (1926) (eng. - The Adventure of the Three Gables)
- "Den Blege Soldat" (1926) (eng. - The Adventure of the Blanched Soldier)
- "Løvens Manke" (1926) (eng. - The Adventure of the Lion's Mane)
- "Den Pensionerede Farvehandler" (1927) (eng. - The Adventure of the Retired Colourman)
- "Damen Med Sløret" (1927) (eng. - The Adventure of the Veiled Lodger)
- "Væddeløbsspillerens Hemmelighed" (1927) (eng. - The Adventure of Shoscombe Old Place)

### Antologier

#### Danske
- Skandale i Böhmen og andre noveller ISBN 87-7443-291-5
- Den røde cirkel og andre noveller ISBN 87-7443-273-7
- Den krybende mand og andre noveller ISBN 87-7443-289-3
- De tre studenter og andre noveller ISBN 87-7443-295-8
- Blodbøgene og andre noveller ISBN 87-7443-287-7
- Djævelens fod og andre noveller ISBN 87-566-0526-9
- Den blå karfunkel og andre noveller ISBN 87-7443-279-6
- Sherlock Holmes triumfer ISBN 87-11-13876-9

#### Engelske
- The Complete Sherlock Holmes